# Mika Špiljak
Mika Špiljak (Sisak, 26 novembre 1916 – Zagabria, 18 maggio 2007) è stato un politico jugoslavo. È stato Presidente della Repubblica Socialista Federale di Jugoslavia.
Morì nel 2007 all'età di 90 anni.
 Fu cremato a Zagabria.
Nel 2000, i Tribunali tedeschi collegarono a Špiljak l'omicidio dell'emigrante croato Stjepan Đureković del 1983.